# Nazar
Nazar (наст. имя — Ардалан Афшар) — австрийский рэпер и клипмейкер азербайджанского происхождения родом из Тегерана, живёт и работает в Вене. Ему 36 лет.

## Биография
Родился 20 сентября 1984 года в Тегеране. Его отец погиб на войне, после чего семья эмигрировала в столицу Австрии, Вену. Юность прошла в районе Favoriten, где Ардалану с родным братом частенько приходилось отбиваться от неонацистов. В 2008 году Ардалан был обвинён в грабеже с применением насилия, однако был оправдан. Доказательств грабежа найдено не было, а адвокат рэпера доказал, что оружие применялось для самообороны.

## Начало карьеры
В 2006 году Nazar начинает карьеру рэпера. Главная особенность его творческого пути — стремительный взлёт и быстрота, с которыми он достиг успехов. На первом же своём выступлении (на разогреве в Штутгарте) он был замечен лейблом Assphalt Muzik и выпустил несколько треков, которые мгновенно стали популярными за пределами Австрии.
Первым его официальным синглом был «Streetfighter Part 2». 27 июня 2008 года вышел первый сольный альбом под названием «Kinder des Himmels». Одноимённый видеоклип в качестве промо-поддержки к альбому был показан 10 июня на немецком MTV в передаче Total Request Live и сразу занял 1-е место в хит-парадах.
26 июня 2009 года вышел второй сольный альбом Nazar’a под названием «Paradox». Видеоклип «Präsidentenwahl» держался в чартах 9 недель подряд. Nazar стал первым австрийским рэпером с такими достижениями. В том же году он получил награду Goldenen Pinguin в категории «Австрийский исполнитель года».

## Желание закончить карьеру и новые достижения
В 2010 году после выхода коллабо-альбома с Raf Camora, рэпер всерьёз подумывал уйти из музыкального бизнеса. В конце лета он публикует трек «Meine Stadt», который должен был стать последним. 5 сентября Nazar дал бесплатный концерт, на котором был настолько восхищён поддержкой фанатов, что пересмотрел решение об уходе. С тех пор он обещает себе делать рэп во имя своих поклонников.
В дальнейшем рэпер записал несколько жёстких треков и зачитал ряд фристайлов на концертах, которые заинтересовали правительство Вены. Чиновники стали говорить о нем, как о «террористическом рэпере» и «рэпере исламистов».
В 2011 году Nazar снялся в автобиографическом фильме «Schwarzkopf». Режиссёром был Arash Riah.
В мае 2013 рэпер впервые получил престижную премию Amadeus, а вышедший в августе альбом «Fakker Lifestyle» становится самым коммерчески успешным за всю карьеру рэпера — 3 место в чартах продаж.
16 апреля 2014 Nazar подписал контракт с Major-лейблом Universal Music Österreich и официально анонсировал альбом «Camouflage». В Германии изданием альбома так же занимался лейбл Wolfpack Entertainment.
Кроме музыкального творчества Nazar основал компанию Nazar Films, которая занимается съёмкой клипов, а сам Nazar нередко выступает режиссёром и сценаристом. В число его работ входят: RAF 3.0 — Wie kannst du nur и Tumor, Fler — Pheromone, Sido feat. Genetikk & Marsimoto — Maskerade, Kollegah & Farid Bang — Drive-By, Du kennst den Westen, Dissen aus Prinzip. Студия не раз удостаивалась самых разнообразных престижных наград (в том числе престижнейшей премии Amadeus).
Сотрудничество между Nazar’ом и Raf’ом заслуживает отдельного внимания. Постоянная поддержка друг друга, сотрудничество и дружба были оценены изданием Hip-Hop World: в рейтинге «артисты-друзья» парни удостоились 18 места по всему миру, 6-е в Европе и 2-е в Германии, Австрии и Швейцарии. Их совместный коллабо-альбом считается одним из самых лучших в истории немецкого хип-хопа.

## Дискография

### Альбомы
- 2008: Kinder des Himmels
- 2009: Paradox
- 2010: Artkore (совместно с Raf Camora)
- 2011: Fakker
- 2012: Narkose
- 2013: Fakker Lifestyle
- 2014: Camouflage
- 2016: Irreversibel
- 2018: Mosaik

### Синглы и видео
- 2008: Streetfighter
- 2008: Kinder des Himmels
- 2009: Präsidentenwahl feat. Summer Cem
- 2009: Össi Ö feat. Chakuza & Raf Camora
- 2010: Killabizzz вместе с Raf Camora
- 2010: Artkore вместе с Raf Camora

### Другое
- 2010: Fakkergeddon (вместе с Raf Camora) (Juice Exclusive! на Juice-CD #106)